# بندو بشت
 بندو بشت  نام روستائی است واقع در بخش صحرای باغ از توابع شهرستان لارستان در جنوب شهر لار در ایران، که امروزه در تقسیمات کشوری جزو لارستان فارس می‌باشد. « بخش صحرای باغ » آخرین مرز لارستان واستان فارس به استان هرمزگان است.